# Manon Lorentz
Pour les articles homonymes, voir Lorentz.
Manon Camille Lorentz, née le 17 juillet 1991 à Strasbourg, est une haltérophile française.

## Carrière
Manon Lorentz commence la pratique de l'haltérophilie sur les conseils d'une amie dès l'âge de 11 ans dans le club alsacien "Dorlisheim Fitness Halter's" de la commune de Dorlisheim.
Médaillée de bronze à l'arraché en moins de 53 kg aux Championnats d'Europe d'haltérophilie 2013, elle est médaillée d'argent à l'arraché dans la même catégorie aux Championnats d'Europe d'haltérophilie 2014. Elle est également médaillée de bronze à l'arraché et à l'épaulé-jeté aux Jeux méditerranéens de 2013.
Elle est sacrée championne de France dans la catégorie des moins de 53 kg en 2013 et en 2014.
Lors des Championnats d'Europe 2018 qui se déroulent à Bucarest, Manon Lorentz remporte la médaille de bronze à l'arraché (- 53 kg).